# Sanctuaire de San Migel d'Aralar
Le sanctuaire de San Migel d'Aralar est situé à Uharte-Arakil, dans la partie navarraise du massif d'Aralar. Samiel (en basque unifié, San Mikel ou Done Mikel) est un mot basque pour désigner Saint Michel. Divers thèmes convergèrent autour de ce nom, autour du sanctuaire dédié à l'archange ainsi qu'à la hauteur sur laquelle il est établi.
Couronnant une saillie de la montagne, une sorte d'éperon qui, sous forme de mamelon au doux profil, domine le flanc sud-est du massif d'Aralar, se trouve le sanctuaire de San Miguel de Excelsis. C'est l'un des plus anciens connus en Navarre. Sa situation à 1 230 m d'altitude, à la vue des campagnes des vallées d'Arakil, de Burunda et du bassin de Pampelune et la dévotion envers l'archange, contribuèrent à éveiller et à maintenir l'engouement des gens pour visiter le vieux temple.

## La dévotion à saint Michel
Depuis la fin de l'Empire romain et, surtout, à partir des nouvelles relatives aux apparitions de saint Michel dans la Montagne Gargano (Ve siècle), Rome (VIe siècle) et Avranches (VIIIe siècle), l'Occident européen a disposé de nombreux lieux de culte dédiés à l'archange. Beaucoup d'entre eux ont été érigés sur les hauteurs, où on lui attribuait le double ministère de la magie et de protecteur des royaumes chrétiens. Dans l'évangélisation de la terre des Vascons la dévotion à saint Michel a eu aussi son importance et est parvenue à constituer, à partir du Xe siècle, l'un des cultes majeurs promus par les rois de Pampelune avec celui de la Vierge Marie. C'est pourquoi, une bonne partie des plus anciennes églises et ermitages du royaume ont été mises sous l'invocation du prince de la milice céleste.

## Le temple d'Excelsis
Il est de style roman. La première référence date de 1032, bien que l'on suppose qu'il existait déjà un temple pré-roman au IXe siècle. Après un incendie au Xe siècle, il a été restauré, en l'agrandissant au moyen de deux nefs latérales. Vu de l'est, on remarque immédiatement la triple abside avec un atrium-refuge adossé au sud et la coupole couronnant l'ensemble. Dans le passage qui mène à l'église on trouve un portail sobre formé par quatre arcs de bord vif sur imposte et pieds droits. On accède ensuite à un narthex ou un porche fermé couvert par une voûte en berceau, de même largeur que le temple, par lequel communique par trois portails dont celui du centre est plus décoré.
L'église du sanctuaire a trois nefs de presque même hauteur et trois absides semi-circulaires (mais, depuis l'extérieur celle du centre est polygonale). Les trois nefs sont couvertes par des voûtes en berceau et l'abside par une voûte en cul-de-four.
Les piliers sont de plan cruciforme, sauf un qui est circulaire. Il n'y a pas de chapiteau, mais une simple imposte qui soutient les voûtes d'un demi-berceau et, dans les absides, d'un quart de sphère. Il n'y a aucune ornementation sculpturale qui pourrait distraire de la contemplation de la pierre.
Avant d'arriver à la chapelle majeure on trouve avec un petit sanctuaire avec couverture à deux pentes, du XIIe siècle, située sur la grotte où, selon la légende, est apparu l'archange saint Michel. Ce sanctuaire abrite la statue de saint Michel.
Dans le tronçon précédent à la chapelle majeure se trouve une lanterne octogonale, étant la source de lumière la plus importante de l'intérieur.

## Le retable
Le retable qui préside la chapelle principale (à l'origine, un autel frontal) que possède le sanctuaire est une des œuvres maîtresse et l'exemple le plus remarquable de décoration précieuse d'autel chrétien d'époque romane. Réalisé, apparemment, à l'époque du roi Sanche VI dit le Sage, à la fin du XIIe siècle, est un ensemble en cuivre doré et émaillé, formé par 39 pièces d'émail, plaques et médaillons, avec ornementation de pierres semi-précieuse. Le programme iconographique représente la Vierge à l'Enfant, le tétramorphe ou les symboles des quatre évangélistes, les apôtres, les rois mages, la scène de l'Annonciation et la statue de Saint Joseph. Depuis la certitude de l'existence de cette pièce, elle n'est seulement sortie du sanctuaire qu'à trois occasions : en 1765 pour être nettoyée à Pampelune (comme le prouve l'inscription du même retable), en 1979 du fait d'un vol, et en 2006 pour être temporairement exposée dans une exposition à Pampelune.
Une hypothèse récente suppose qu'il s'agit d'un cadeau de fiançailles de Richard Cœur de Lion (officiellement fiancé avec Adèle de France depuis 1169) pour ratifier son compromis matrimonial avec Bérengère de Navarre, négocié en secret avec Sanche le Sage entre 1185 et 1188. La proposition tient compte, outre le patronage que les premiers membres de la dynastie Plantagenêt ont exercé dans la production d'émaux de Limoges, l'allégorie qui impliquerait l'identification effectuée par Marie-Madeleine Gauthier de la scène jouée par Marie et Joseph comme une représentation de ses fiançailles (l'ange, de dos par rapport à la Vierge, serait Saint Michel sur le sommet de la Sierra d'Aralar). Pour ratifier cette idée on prend en considération, en outre, les similitudes des vêtements de Saint Joseph et de l'un des Rois Mages avec d'autres représentations des Plantagenêt que l'on suppose caractéristiques de ceux-ci.

## La statue de saint Michel

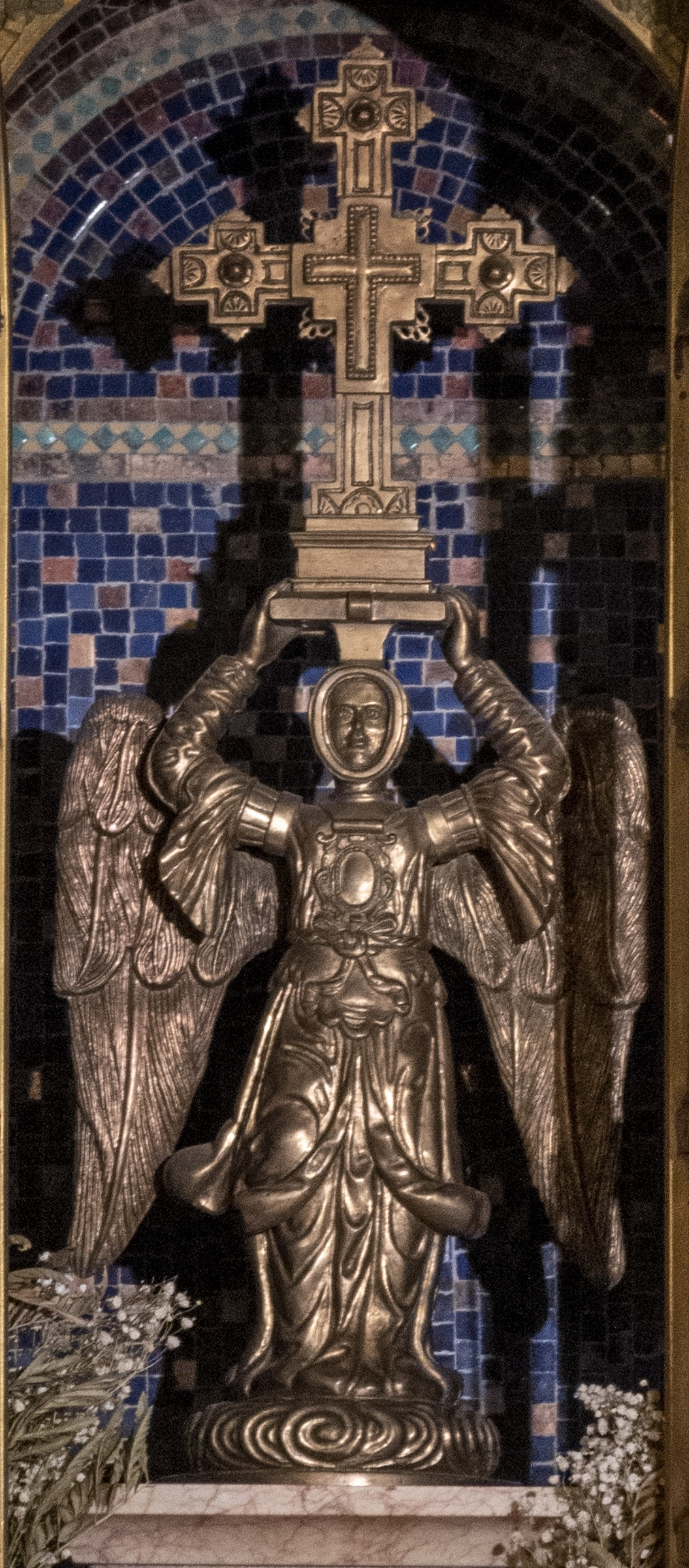
Saint Michel qui porte la croix

La statue titulaire du sanctuaire présente une iconographie très ancienne et particulière : au lieu d'être représenté éloignant les démons ou pesant les âmes dans une balance, comme d'habitude, elle apparaît comme le transporteur de la sainte croix, signe de la victoire du Christ. Leur inspiration doit provenir des textes bibliques, patristiques et liturgiques qui présentent saint Michel comme le signífero de Dieu, le "lieutenant" du Christ Roi. L'actuelle effigie de saint Michel d'Excelsis est un reliquaire d'argent surdoré réalisé en 1756 pour remplacer le précédent. On trouve à l'intérieur les restes de l'ancienne statue de bois et un « lignum crucis » ou relique de la croix du Christ. L'ange est au centre, et est l'objet d'une dévotion populaire en Navarre et au Guipuscoa. De fait, année après année, cette statue vénérée abandonne son sanctuaire le jour de Pâques et de la Résurrection et reste au dehors tous les trois mois, le temps qu'elle visite près de 280 villages de Navarre. Dans beaucoup de ceux-ci la statue de l'ange et ses transporteurs logent dans les maisons des membres de la Fraternité de Saint Michel, institution qui regroupe les familles qui offrent ce service inestimable. Des soins rituels règlent la visite de l'archange et de sa croix à chaque village : bénédiction des terres avec la statue et proclamation des Évangiles aux quatre points cardinaux, visite aux patients… Elle entre aussi au Guipuscoa le second dimanche d'août avec le pèlerinage à l'ermitage d'Igaratza. L'une des sorties des plus anciennes est celle que l'archange effectue dans la ville de Pampelune, où il passe une semaine, visitant des paroisses, couvents, hôpitaux, des centres éducatifs, et institutions publiques, bien que le motif principal de son arrivée à la ville soit la participation à la festivité du Dévouement de la Cathédrale (mardi suivant la huitième de Pâques).

## Coutumes
Au sanctuaire de Saint-Michel montaient les couples qui voulaient avoir des fils. Il existait une pierre, aujourd'hui disparue, sur laquelle on plaçait la femme désireuse d'avoir une descendance, et elle écoutait la messe depuis là. Sur le côté droit de l'autel de la chapelle centrale il existe un fenestron ou un orifice qui communique avec une cavité peu profonde. Les gens croient qu'elle arrive jusqu'à la cime sur laquelle on pense qu'est construit le sanctuaire. Beaucoup de dévots introduisent là leur tête et prient un crédo afin d'être libérés des douleurs de tête. Une pratique semblable est observée dans d'autres cavités existant dans plusieurs ermitages du pays, comme à San Pedro de Zegama, San Juan Bautista d'Orio, San Esteban d'Usurbil, Notre-Dame de Zikuñaga à Hernani et dans une trappe d'égout de San Formerio (Comté de Treviño). De supposés morceaux de chaîne du chevalier Teodosio de Goñi pendent à la paroi de la porte méridionale de la chapelle centrale. Beaucoup de pèlerins font trois tours autour de ceux-là, espérant aussi éviter des maux de tête. La colline de San Miguel est aussi considérée comme le théâtre de quelques exploits de Roland.
Au début du XXe siècle et selon Satrústegui(à vérifier) il existait plusieurs itinéraires d'ascension au sommet de l'Aralar :
- le 25 avril : Uharte-Arakil ;
- le 8 mai : Huarte Araquil, Irañeta, Arruazu et Lacunza et quelques autres villages de la vallée d'Arakil ;
- le samedi suivant, à l'Ascension: trente-quatre villages d'Arakil, Sakana, Larraun, Basaburua et Imoz ;
- la veille du jour d'action de grâce : Ergoiena (hameaux de Lizarraga Torrano et Unanua) et d'Arruazu ;
- le 29 septembre : festivité du saint, on fermait les ascensions estivales. En outre l'effigie ailée de l'Archange peut se tourner généralement vers plusieurs des villages des alentours ;
- dans l'une de ses visites (second dimanche d'août), la statue entre au Guipuscoa pour être déposée dans l'ermitage d'Igaratza ce qui donne lieu à un important pèlerinage[4].

Il y a plusieurs villes basques qui consacrent leurs festivités et danses particulières à cet archange victorieux dont les plus connues Oñati, Iurreta, Markina-Xemein.

## Légendes
On dit que l'église de Saint-Michel se trouve au-dessus d'un gouffre profond. Dans ce gouffre vivait, à l'époque, Iraunsugue ou Erensugue, le dragon qui, lorsqu'il sentait la faim venir, descendait dans les villages et provoquait des hécatombes parmi les gens. C'est pour cela que les gens des alentours décidèrent d'envoyer ou de livrer au dragon une personne par jour, désignée par tirage au sort. Un jour le sort tomba sur une jeune fille. Elle se mit donc à l'entrée de la grotte dans l'attente du monstre. À ces époques le chevalier de Goñi parcourait les montagnes. Il faisait pénitence jusqu'à ce que se rompissent ses entraves de fer, consistant en chaussures et en une grande chaîne en fer qui pendait de sa ceinture. Le diable lui apparut sous l'aspect d'un noble chevalier, il lui dit que s'il voulait rompre son entrave et sa chaîne il devait les frotter contre ses propres excréments.
Il fit ce que le diable lui avait dit et ses chaussures de fer se rompirent, mais pas la chaîne. Le pauvre chevalier ne pouvait plus marcher comme autrefois maintenant qu'il était déchaussé. Il ne lui restait aucun espoir de pouvoir rompre sa chaîne à quelque occasion.
Un jour il passait près du gouffre du dragon. C'est là qu'il vit la jeune fille qui avait été tirée au sort. Il lui demanda :
"Que fais-tu là?"
La jeune fille s'adressa à lui et lui raconta ce qui se passait. Alors, le chevalier renvoya la fille chez elle et se mit lui-même à attendre l'arrivée du monstre. Sur ce, le dragon sortit du gouffre et mordit la chaîne que lui tendait le pénitent et, l'avalant, il attira vers lui le chevalier de Goñi. Dans cette posture périlleuse celui-ci s'adresse à Saint Michel en s'écriant:
« Saint Michel, on t'appelle depuis le monde ».
On dit que dans le ciel une voix se fit entendre et qui disait : « Saint Michel, on t'appelle depuis le monde ».
« Seigneur, je n'irai pas sans toi » répondit l'archange Saint Michel et il descendit au mont Aralar, portant Dieu sur sa tête. De son épée affilée il coupa le cou du dragon et par la même occasion, la chaîne du chevalier de Goñi. C'est ainsi que sa pénitence s'acheva pour de bon. C'est de cette époque que date la construction de l'église de Saint Michel, au-dessus de ce gouffre.

En Navarre, avant l’existence des rois de Navarre, vivait dans la vallée de Goñi, un chevalier nommé Teodosio, Buruzagia (chef en basque) de la comarque, marié avec Constanza de Butrón. Peu après s'être marié, Teodosio doit abandonner sa maison pour diriger la lutte contre les Maures.
Constanza est restée seule dans son palais avec les parents de Teodosio, qui ont dormi dans la chambre seigneuriale, en la mettant dans une autre plus petite. Quand Teodosio retourne victorieux à son château, lui est apparu le diable déguisé en Basajaun ("seigneur des Forêts" voir la mythologie basque) qui lui a fait croire que sa femme le trompait avec un employé.
Teodosio, hors de lui, se lance au galop vers sa maison. Au petit jour il pénètre dans son palais et se dirige bien décidé et en fureur à sa chambre matrimoniale avec la dague dégainée. Il entre dans l'alcôve et poignarde deux personnes qui dormaient dans leur lit convaincu qu'il s'agissait de son épouse et de l'amant de celle-ci.
Croyant avoir vengé l'offense, il sort de maison et étonné, se trouve avec sa femme qui sortait de la messe, atterré, il reconnaît son erreur et qu'il avait assassiné ses parents. Effrayé par le crime, il va à Pampelune demander pardon à l'évêque qui, effrayé, l'envoie à Rome pour que ce soit le Pape en personne qui l'absolve de son péché.
Teodosio, repenti, va en pèlerinage à Rome et le Pape l'absout, en lui mettant comme pénitence de porter de lourdes chaînes jusqu'à ce qu'un miracle divin l'en détache. Ceci serait le signe évident du pardon divin.
Teodosio, s'étant retiré sur le mont Aralar, un jour voit sortir d'une cime un grand dragon qui menaçait de le dévorer. Teodosio, sans défense, tombe à genoux et implore la protection de Saint Michel, en s'exclamant:
¡San Miguel me valga!. Saint Michel aidez-moi !.
À ce moment-là, dans un grand fracas, apparait l'Archange, montrant la croix sur sa tête a vaincu et tué le dragon au cri de :
¡Nor Jaungoikoa bezala! Qui comme Dieu !
À ce même moment, Teodosio a été libéré des chaînes, pardonné par Dieu, qui lui a donné une relique.
Maintenant libre il retourne à sa maison de Goñi où l'attendait sa femme. Et tous les deux, reconnaissants à Dieu, ont érigé un sanctuaire dédié à l'Archange tout en haut de l'Aralar, qu'ils ont appelé Saint Michel in Excelsis.

## Cyclisme
Le sanctuaire San Migel d’Aralar, dont l'ascension était classée en première catégorie, accueillait la 11e étape de la vuelta 2014 au terme d’une étape de 153,4 km. C’est l’italien Fabio Aru qui s’imposait au sommet devant les favoris qui se neutralisaient. Un nouveau passage à San Migel d'Aralar a été programmée lors de la 2e étape de la Vuelta 2020, la montée classée en première catégorie; Richard Carapaz passait le col en tête.